# Cante jondo
Cante jondo is een zangstijl binnen de flamencomuziek.
Jondo is de Andalusische uitspraak voor het Spaanse hondo, dat letterlijk vertaald diep betekent. Hiermee wordt bedoeld dat het een ernstige zangstijl is binnen de flamenco. De schrijfwijze met 'j' wordt gebruikt om de juiste uitspraak weer te geven met een zachte g-klank, in plaats van de 'h' die in het Spaans niet uitgesproken wordt.
De teksten van de Cante jondo zijn vaak dramatisch van aard en de vertolking is vaak zeer expressief. Naast de ernstige canto jondo worden ook een tussenliggende vorm (canto intermedio) en een lichtere stijl (canto chico) onderscheiden.
De dichter Federico García Lorca, een flamenco-bewonderaar, schreef een aantal gedichten in deze stijl in zijn bundel Poema del cante jondo uit 1921.